# Клин чорба
Клин чорба је народна прича распрострањена међу европским народима. У Арне-Томпсоновом систему класификације народних прича носи број 1548.

## Прича
Српску верзију приче забележио је Вук Караџић:
Приповиједају да је дошао солдат баби у кућу и искао да му да штогод за јело, а она му казала да нема ништа у кући за јело. Онда солдат рече: - А ти ми дај барем тигањ и мало воде да начиним клинчорбу . Баба му то да, а он узме тигањ и метне у њега гвозден клин, па налије воде и метне на ватру. Кад се вода угрије, а он заиште од бабе мало соли, и баба му да, те је посоли. Кад вода узаври, а он заиште мало брашна; баба му да и то: само да види од чуда како ће то бити клинчорба, те саспе у ону воду и замете; потом заиште једно јаје, те и њега разбије у онај скроб; онда заиште још мало масти, те оно замасти; па онда скине с ватре и клин извади напоље, а клинчорбу изједе.
Различите варијанте приче мењају занимање и број путника, околности у којима се среће са домаћином, и материјал од кога се чорба прави па се тако у енглеској прави камена супа, у руској каша од секире итд.